# Souaibou Marou
Souaibou Marou, né le 3 décembre 2000 à Garoua, est un footballeur international camerounais qui évolue au poste d'avant-centre aux Orlando Pirates, en Afrique du Sud.

## Biographie

### Carrière en club
Souaibou Marou est formé par le Coton Sport, où il commence sa carrière professionnelle. Il devient un des meilleurs buteurs du club qui cumule les titres au niveau national,,.
Il est élu Ballon d’or du Cameroun fin octobre 2022.

### Carrière en sélection
En mars 2022, Souaibou Marou est convoqué pour la première fois avec l'équipe nationale du Cameroun,,. Il honore sa première sélection le 4 septembre 2022, à l'occasion d'un match de qualification à la CHAN contre la Guinée équatoriale. Il est titulaire lors de la victoire 2-0 de son équipe qui la qualifie pour les phases finales.
Le 9 novembre 2022, Souaibou Marou est sélectionné par Rigobert Song dans le groupe de 26 joueurs du Cameroun pour la Coupe du monde 2022,. Ce même jour, il connait sa première titularisation lors du match amical contre la Jamaïque pour préparer la compétition.